# Charles Toubé
Charles Toubé (22. ledna 1958, Yaoundé – 4. srpna 2016, Douala) byl kamerunský fotbalový záložník. Zemřel 4. srpna 2016 ve věku 58 let na infarkt myokardu.

## Fotbalová kariéra
Za reprezentaci Kamerunu hrál v letech 1977–1984. Byl členem kamerunské reprezentace na Mistrovství světa ve fotbale 1982, ale v utkání nenastoupil. Byl členem kamerunské reprezentace na LOH 1984 v Los Angeles, nastoupil ve všech 3 utkáních. Byl členem kamerunské reprezentace na Africkém poháru národů v letech 1982 a 1984, v roce 1984 s týmem Kamerunu pohár vyhrál. Na klubové úrovni hrál v Kamerunu za Tonnere Yaoundé. S Tonnere Yaoundé vyhrál třikrát kamerunskou ligu.

## Ligová bilance
| Ročník                              | Zápasy | Góly | Klub             |
| ----------------------------------- | ------ | ---- | ---------------- |
| Kamerunská Premier Division 1977/78 | -      | -    | Tonnerre Yaoundé |
| Kamerunská Premier Division 1978/79 | -      | -    | Tonnerre Yaoundé |
| Kamerunská Premier Division 1979/80 | -      | -    | Tonnerre Yaoundé |
| Kamerunská Premier Division 1981    | -      | -    | Tonnerre Yaoundé |
| Kamerunská Premier Division 1981/82 | -      | -    | Tonnerre Yaoundé |
| Kamerunská Premier Division 1982/83 | -      | -    | Tonnerre Yaoundé |
| Kamerunská Premier Division 1983/84 | -      | -    | Tonnerre Yaoundé |
| Kamerunská Premier Division 1984/85 | -      | -    | Tonnerre Yaoundé |
| CELKEM                              | -      | -    |                  |